# Selaginella porelloides
Selaginella porelloides là một loài dương xỉ trong họ Selaginellaceae. Loài này được Lam. Spring mô tả khoa học đầu tiên năm 1843.